# Getazat
Getazat – wieś w Armenii, w prowincji Ararat. W 2011 roku liczyła 1882 mieszkańców.